# Michael Mayer
Michael Mayer é uma das figuras-chave da cena da música eletrônica de Colônia, Alemanha. Mayer é um remixer, produtor e DJ que publicou um punhado de seus singles no próprio selo Kompakt que ele ajuda a administrar com Wolfgang Voigt. Mayer também lançou músicas nos selos relacionados com Kompakt, como New Trance Atlantic e Kreisel 99.

## Biografia
Mayer nasceu e foi criado na Floresta Negra, Alemanha. Com 20 anos de idade, Mayer mudou-se para Colônia. Com a ajuda de Wolfgang Voigt e Reinhardt estabeleceu Kompakt.
Em 2003, ele lançou vários remixes. A primeira foi com base nos primeiros vários lançamentos da série "Speicher", enquanto o segundo foi encomendado pela série Fabric de Londres. No ano seguinte, Mayer lançou um segundo mix Speicher e, finalmente, entregou seu álbum de estreia há muito prometida de produções.

## Discografia
Álbuns
- Neuhouse (1998)
- Immer (2002)
- Speicher CD1 (2003)
- Fabric 13 (2003)
- Speicher CD2 (2004)
- Touch (2004)
- Immer 2 (2006)
- Speicher CD3 (2007)
- Save The World (2007)
- Immer 3 (2010)
- Mantasy (2012)

Remixes
- Agoria - Sky Is Clear
- Miss Kittin - "Happy Violentine"
- Depeche Mode - "Precious"
- Pet Shop Boys - "Flamboyant"